# Stecknadelhorn
El Stecknadelhorn  és una muntanya de 4.241 metres que es troba a la regió del Valais a Suïssa.